# Edwin Le Roy Antony

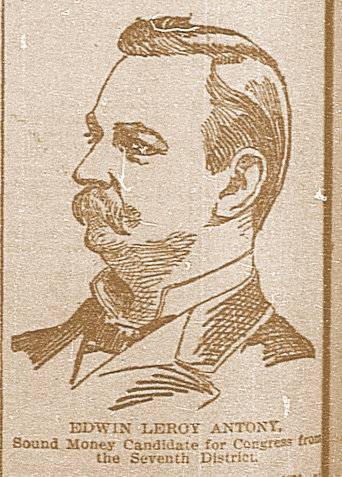
Edwin Le Roy Antony

Edwin Le Roy Antony (* 5. Januar 1852 in Waynesboro, Burke County, Georgia; † 16. Januar 1913 in Dallas, Texas) war ein US-amerikanischer Politiker. Zwischen 1891 und 1893 vertrat er den Bundesstaat Texas im US-Repräsentantenhaus.

## Werdegang
Im Jahr 1859 kam Edwin Antony mit seinen Eltern in das Brazoria County in Texas. 1867 zog die Familie in das Milam County weiter. Er besuchte die öffentlichen Schulen seiner jeweiligen Heimat. Danach studierte er bis 1873 an der University of Georgia in Athens. Nach einem Jurastudium und seiner 1874 erfolgten Zulassung als Rechtsanwalt begann er in Cameron in diesem Beruf zu arbeiten. Im Jahr 1876 wurde er Staatsanwalt im Milam County. Nach der Erkrankung eines Bezirksrichters bekleidete Antony im Jahr 1886 vertretungsweise auch dieses Amt. Gleichzeitig schlug er als Mitglied der Demokratischen Partei eine politische Laufbahn ein. Zwischen 1890 und 1892 saß er im Gemeinderat von Cameron.
Nach dem Rücktritt des Abgeordneten Roger Q. Mills wurde Antony bei der fälligen Nachwahl für den neunten Sitz von Texas als dessen Nachfolger in das US-Repräsentantenhaus in Washington, D.C. gewählt, wo er am 14. Juni 1892 sein neues Mandat antrat. Da er für die regulären Kongresswahlen des Jahres 1892 von seiner Partei nicht mehr nominiert wurde, konnte er bis zum 3. März 1893 nur die laufende Legislaturperiode im Kongress beenden. Nach dem Ende seiner Zeit im US-Repräsentantenhaus praktizierte Edwin Antony wieder als Anwalt. Er starb am 16. Januar 1913 in Dallas, wo er auch beigesetzt wurde.